# اوخیا
اوخیا (به لاتین: Ukhia) یک منطقهٔ مسکونی در بنگلادش است که در ناحیه کاکس‌بازار واقع شده‌است. اوخیا ۲۶۱٫۸ کیلومتر مربع مساحت و ۲۰۷٬۳۷۹ نفر جمعیت دارد.